# Syndrome de la reine des abeilles
Pour les articles homonymes, voir Queen Bee (homonymie).
Le syndrome de la reine des abeilles (Queen bee syndrome) décrit le comportement de certaines femmes dans une position d'autorité qui traitent leurs subordonnées plus durement, parce qu'elles sont de sexe féminin.

## Définition
En 1968, Caroline Bird écrivit un essai qu'elle intitula Born Female: The High Cost of Keeping Women Down. Elle y écrivait les attitudes de la “loophole woman”, que l’on pourrait traduire par “l’imposteur”. Il s'agissait de femmes dont le comportement n'était pas sans rappeler celui des hommes.
Le terme a été inventé par les psychologues américains Graham L. Staines et T. E. Jayaratne et C. Tavris dans un article publié dans la revue Psychology Today en 1974.
Ce phénomène a été documenté par plusieurs études,. Une étude, menée par des scientifiques de l'Université de Toronto pense que le syndrome Queen Bee est peut-être la raison pour laquelle les femmes trouvent qu'il est plus stressant de travailler sous l'autorité d'une femme. Une autre définition décrit le syndrome de la Queen Bee comme une reine des abeilles qui a réussi dans sa carrière, mais refuse d'aider d'autres femmes à faire de même. 
D'autres recherches émettent l'hypothèse que le syndrome Queen Bee est le produit d'influences culturelles, en particulier celles liées au monde du travail. Les femmes sont toujours moins payées que les hommes et parviennent plus difficilement à gravir les échelons.
Ce terme désigne également les femmes qui s'opposent au mouvement de libération des femmes.

## Personnalités notables
Charles Moore, biographe officiel de Margaret Thatcher, a déclaré dans une interview qu'il est convaincu que l'ancienne première ministre britannique a elle-même souffert de ce syndrome.
Queen Bee est également le surnom de Beyoncé.

## Personnages de fiction
Un exemple connu de film basé sur des adolescentes incarnant le syndrome de Queen Bee est Lolita malgré moi film sorti en 2004. Ce film est une adaptation du livre Queen Bees and Wannabes de Rosalind Wiseman.
Un autre exemple de personnage Queen Bee est celui de Miranda Priestly jouée par Meryl Streep dans Le Diable s'habille en Prada.
L'on trouve aussi de nombreuses Queen Bee dans la pop culture, et notamment dans les teen drama, comme Katherine Pierce dans Vampire Diaries.